# 페이엣군 (아이다호주)

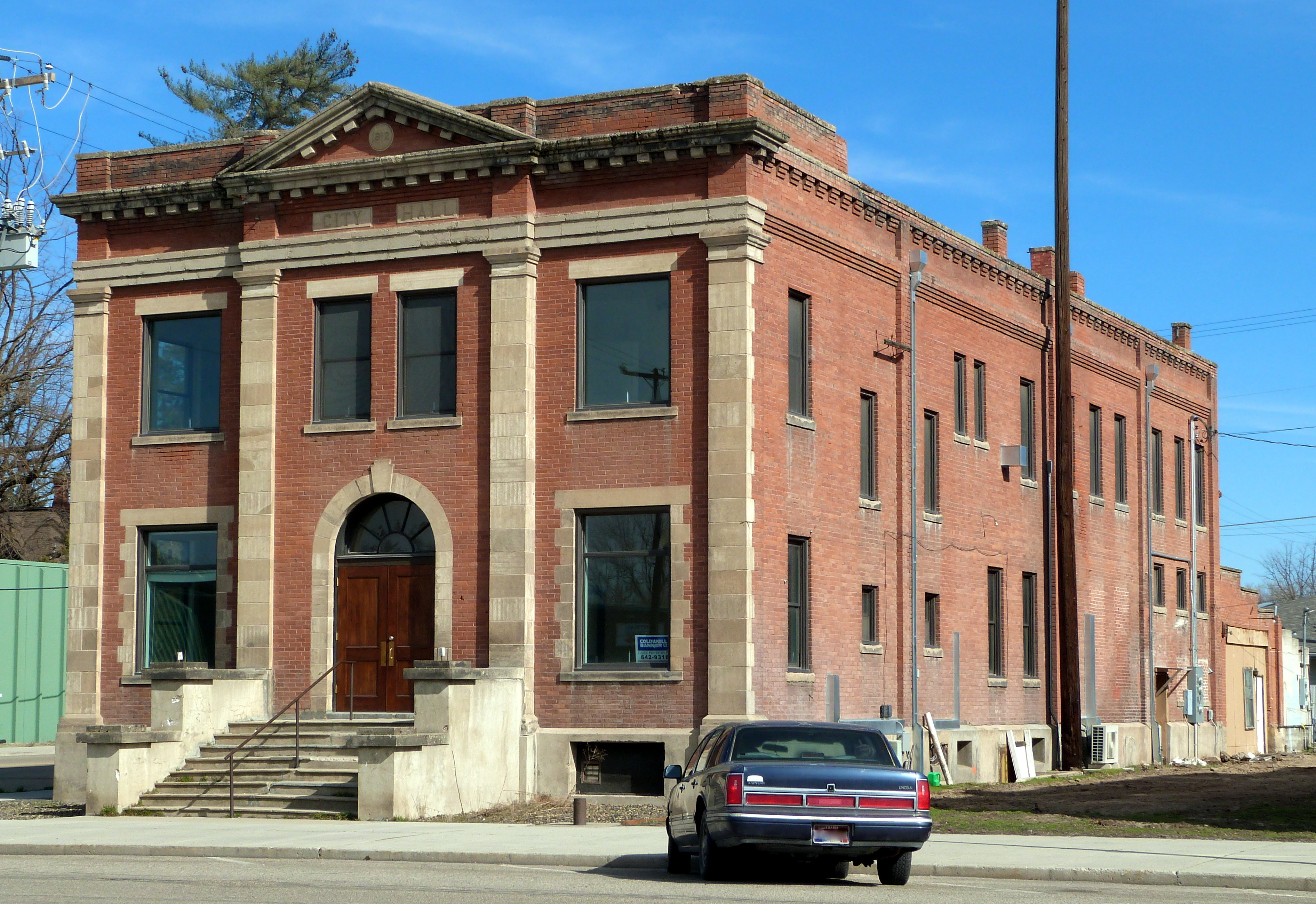

페이엣군 또는 페이엣 카운티(Payette County)는 미국 아이다호주에 위치한 군이다. 2010년 기준으로 이 지역의 인구 수는 총 22,623명이다. 2019년 추산으로 이 지역의 총 인구 수는 23,951명이다. 군청 소재지이자 군 내에서 가장 큰 도시는 페이엣이다.

## 인구
| 인구조사                                                      | 인구   | Note  | %±    |
| ------------------------------------------------------------- | ------ | ----- | ----- |
| 1920년                                                        | 7,021  |       | —     |
| 1930년                                                        | 7,318  |       | 4.2%  |
| 1940년                                                        | 9,511  |       | 30.0% |
| 1950년                                                        | 11,921 |       | 25.3% |
| 1960년                                                        | 12,363 |       | 3.7%  |
| 1970년                                                        | 12,401 |       | 0.3%  |
| 1980년                                                        | 15,722 |       | 26.8% |
| 1990년                                                        | 16,434 |       | 4.5%  |
| 2000년                                                        | 20,578 |       | 25.2% |
| 2010년                                                        | 22,623 |       | 9.9%  |
| 2019 (추산)                                                   | 23,951 | [ 2 ] | 5.9%  |
| U.S. Decennial Census 1790-1960 1900-1990 1990-2000 2010-2018 |        |       |       |